# The Flip
The Flip è un album di Hank Mobley, pubblicato dalla Blue Note Records nel 1969. I brani furono registrati il 12 luglio del 1969 al Barclay Studios di Parigi (Francia).

## Tracce
Lato A
1. The Flip – 9:00 (Hank Mobley)
2. Feelin' Folksy – 8:26 (Hank Mobley)

Lato B
1. Snappin' Out – 7:11 (Hank Mobley)
2. 18th Hole – 5:57 (Hank Mobley)
3. Early Morning Stroll – 6:50 (Hank Mobley)

## Musicisti
- Hank Mobley - sassofono tenore
- Dizzy Reece - tromba
- Slide Hampton - trombone
- Vince Benedetti - pianoforte
- Alby Cullaz - contrabbasso
- Philly Joe Jones - batteria